# Índice de Beneficios Ambientales
El Índice de Beneficios Ambientales es un índice utilizado por la Agencia de Servicios Agrícolas (FSA, siglas en inglés para Farm Service Agency) del Departamento de Agricultura de los Estados Unidos desde 1990 para clasificar las solicitudes de los agricultores para inscribir tierras en el Programa de Reservas de Conservación durante cada periodo general de inscripción. Los únicos mecanismos de inscripción que no utilizan el índice son el Programa de mejora de las reservas de conservación y la inscripción continua, para los que se ha reservado un total de 4 millones de acres (16.000 km2).
El índice, tal y como está estructurado actualmente, asigna puntos por el coste para el gobierno y otros 6 factores; 1) beneficios para la fauna, hasta 100 puntos; 2) beneficios para la calidad del agua, hasta 100 puntos; 3) control de la erosión en la explotación, hasta 100 puntos; 4) beneficios duraderos, hasta 50 puntos; 5) beneficios para la calidad del aire, hasta 35 puntos; y 6) en un área prioritaria estatal o nacional, 25 puntos.  Las ofertas sólo se aceptan si superan un umbral que se determina tras comparar el valor total de los beneficios que aportaría cada oferta.
El índice sigue ajustándose de inscripción general a inscripción general.